# Acacia grayana
Acacia grayana é uma espécie de leguminosa do gênero Acacia, pertencente à família Fabaceae.